# Municipio de Farmington (condado de Cedar)
El municipio de Farmington (en inglés: Farmington Township) es un municipio ubicado en el condado de Cedar en el estado estadounidense de Iowa. En el año 2010 tenía una población de 2298 habitantes y una densidad poblacional de 24,44 personas por km².

## Geografía
El municipio de Farmington se encuentra ubicado en las coordenadas 41°38′27″N 90°57′28″O / 41.64083, -90.95778. Según la Oficina del Censo de los Estados Unidos, el municipio tiene una superficie total de 94.03 km², de la cual 94,03 km² corresponden a tierra firme y (0 %) 0 km² es agua.

## Demografía
Según el censo de 2010, había 2298 personas residiendo en el municipio de Farmington. La densidad de población era de 24,44 hab./km². De los 2298 habitantes, el municipio de Farmington estaba compuesto por el 98,39 % blancos, el 0,09 % eran afroamericanos, el 0,17 % eran amerindios, el 0,17 % eran asiáticos, el 0,26 % eran de otras razas y el 0,91 % eran de una mezcla de razas. Del total de la población el 1,39 % eran hispanos o latinos de cualquier raza.